# Jacques-Olivier Fourcade
Pour les articles homonymes, voir Fourcade.
Jacques-Olivier Fourcade, alias Jacques Fourcade et Jacques Lambert (né au Chesnay le 5 août 1904 et mort accidentellement à Guerville le 16 mars 1966), est un libraire-éditeur français de Paris. Il a fondé les Éditions J.-O. Fourcade et la revue bilingue Échanges.
Fourcade a publié Tristan Tzara, Léon-Paul Fargue, Milosz, Francis de Miomandre, Eugeni d'Ors, Azorín, Jules Supervielle, ainsi que Henri Michaux dont il fut l'« ami le plus proche » et le correspondant.

## Biographie
Jacques-Olivier Fourcade, fonde sa librairie La Comédie Humaine à Paris en 1926. En 1929, il lance les Éditions J.-O. Fourcade,, et embauche comme conseillers littéraires son ami l'écrivain Henri Michaux, et l'auteur-traducteur Jean Cassou (futur fondateur du musée national d'art moderne).
De 1929 à 1931, les Éditions Fourcade publient Henri Michaux (Mes propriétés, 1929), Léon-Paul Fargue (Ludions, 1930), Milosz (Poèmes 1895-1927, 1929 ; Contes et fabliaux de la vieille Lituanie, 1930), Francis de Miomandre (Samsara, 1931), Eugeni d'Ors (Jardin des plantes, trad. Miomandre, Larbaud, Mercédes Legrand, Cassou, 1930), Azorín (Félix Vargas, 1931), mais c'est surtout en publiant L'Homme approximatif de Tristan Tzara en 1931 que les éditions Fourcade contribuent de manière majeure à la promotion de l'aventure moderne en littérature.
En 1929, Fourcade fonde aussi la « Revue trimestrielle de littérature anglaise et française » Échanges (OCLC 3185434) alias Exchanges (OCLC 173731537), qui paraît de 1929 à 1931. La revue publie entre autres le conte de Jules Supervielle L'Inconnue de la Seine (repris en 1931 dans L'Enfant de la haute mer) et l'accompagne d'une traduction en anglais.
En 1931, la crise oblige Fourcade à céder son fonds d'édition. En 1948, sa librairie « Au parchemin d'antan » publiera Nous deux encore de son ami Michaux, sous le nom d'éditeur « J. Lambert & Cie ». Plus tard, Fourcade contribuera au Club des libraires de France puis au Club de l'édition originale.
Jacques-Olivier Fourcade meurt dans un accident de la route en 1966. Considéré comme l'« ami le plus proche de Michaux », ils avaient été en correspondance jusqu'à la disparition de Fourcade. Michaux, qui l'avait déjà inclus dans son « Portrait d'homme » (1936), écrira encore « Diagonales » (1975) en son hommage.

## Sources et références

### Sources consultées
- Maurice Imbert (2007), Notice biographique[10] de Jacques-Olivier Fourcade (archive WebCite)[11]
- Tristan Tzara, Œuvres complètes, tome 2, Flammarion

### Sources non consultées
- Maurice Imbert (1988), « Catalogue des ouvrages édités par Jacques Fourcade », in Bulletin du bibliophile, Paris : éd. Promodis, 1998, n° 2, p. 199-206
- Maurice Imbert (1996), J. O. Fourcade, libraire-éditeur : bio-bibliographie. Suivi d'un hommage d'Henri Michaux à Jacques Fourcade et d'un hommage de Jacques Fourcade à Henri Michaux., [Combs-la-Ville] : M. Imbert (OCLC 61315983), 45 p.